# 電気スパーク

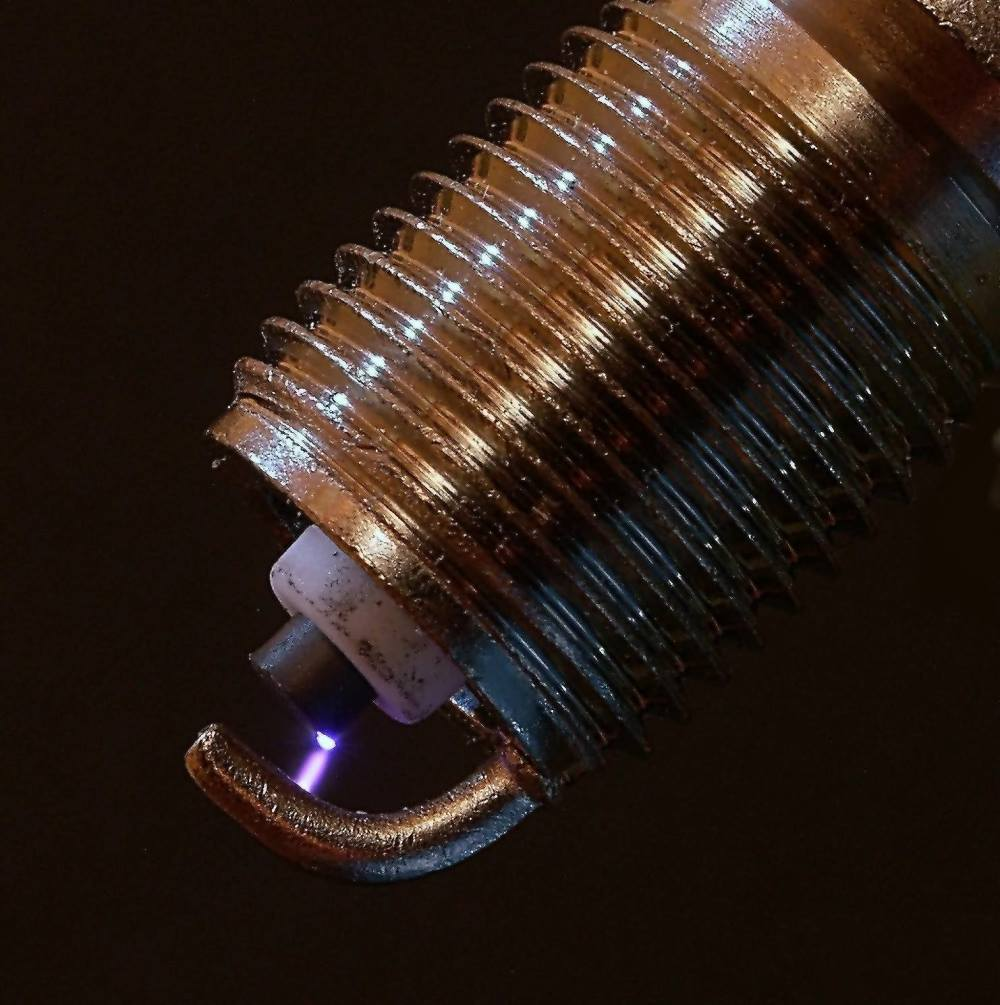
スパークプラグでの火花放電

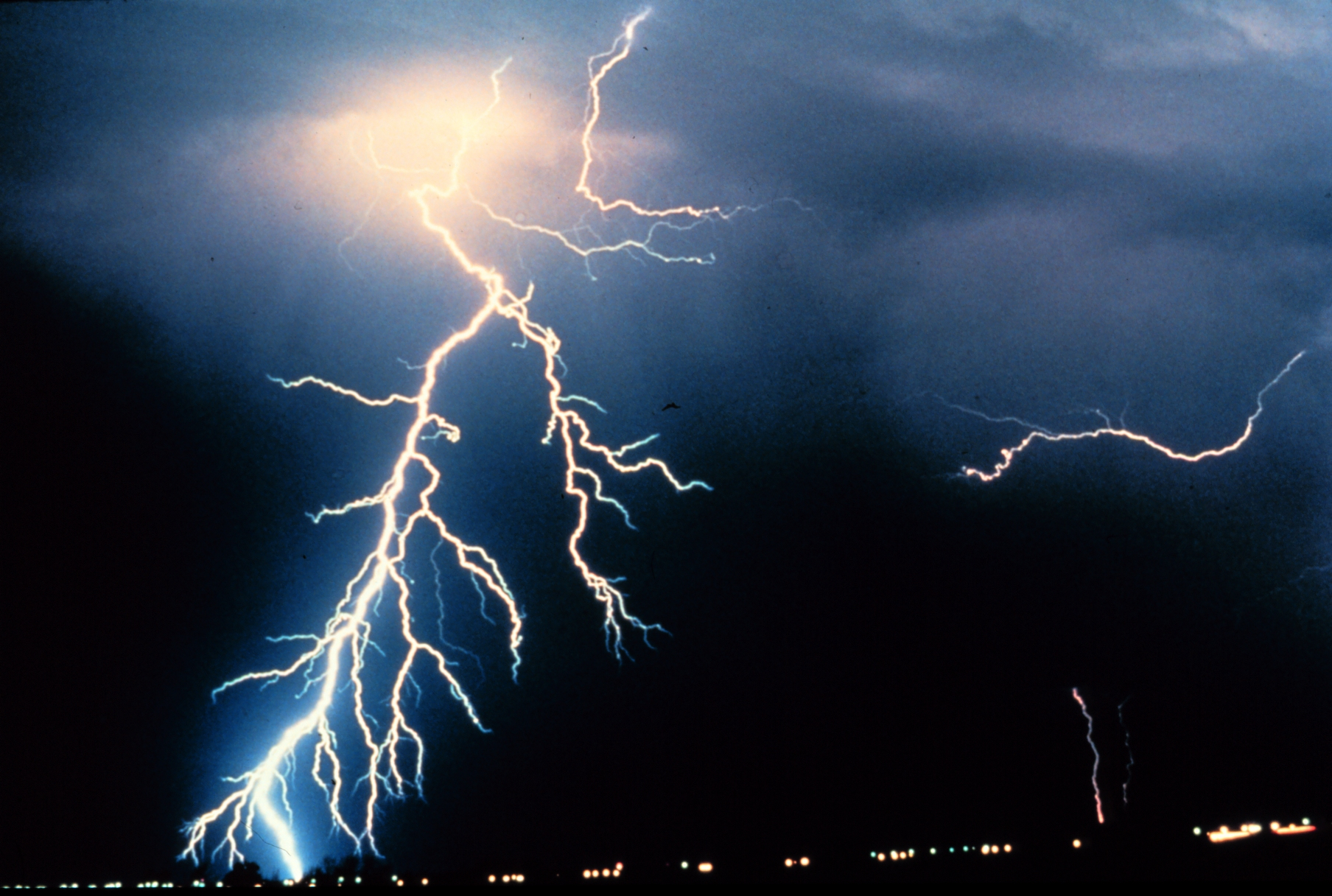
雷は自然界における火花放電の一例である

火花放電（ひばなほうでん、electric spark）は、十分に高い電場によって通常は絶縁体である媒質（多くは空気や気体混合物）をイオン化し、導電性の経路を形成することによって発生する突発的な放電である。マイケル・ファラデーはこの現象を「普通の電気の放電に伴う美しい閃光」と表現した。
非導電性状態から導電性状態への急激な移行により、短時間の光の放出と鋭い破裂音が生じる。火花は、印加された電場が媒質の絶縁耐力を超えたときに発生する。海面レベルの空気における絶縁耐力はおよそ30 kV/cmである。実験的には、この値は湿度や気圧、電極の形状（針-平面型、半球型など）、電極間の距離、さらには波形（正弦波か矩形波か）によっても変化する。
放電初期には、宇宙線や自然放射線などによってギャップ中に存在する自由電子が電場によって加速され、タウンゼント放電を引き起こす。電子が空気分子に衝突すると、さらに多くのイオンと自由電子が生成され、連鎖的に導電性が増す。やがて熱エネルギーが主なイオン源となり、電子とイオンの指数関数的な増加によってギャップ中の空気が絶縁破壊を起こし、電流が流れるようになる。これは静電気放電では供給電荷により、電源回路がある場合はそのインピーダンスによって制限される。供給が続くと火花はアーク放電へと発展する。
火花放電は気体だけでなく、絶縁体の液体や固体内でも発生するが、その際は異なる破壊機構が関与する。
火花は危険を伴うこともあり、火災や皮膚の損傷を引き起こすことがある。
雷は自然界における火花放電の一例であり、人工物でも設計されたものから偶発的なものまで様々な場面で発生する。

## 歴史

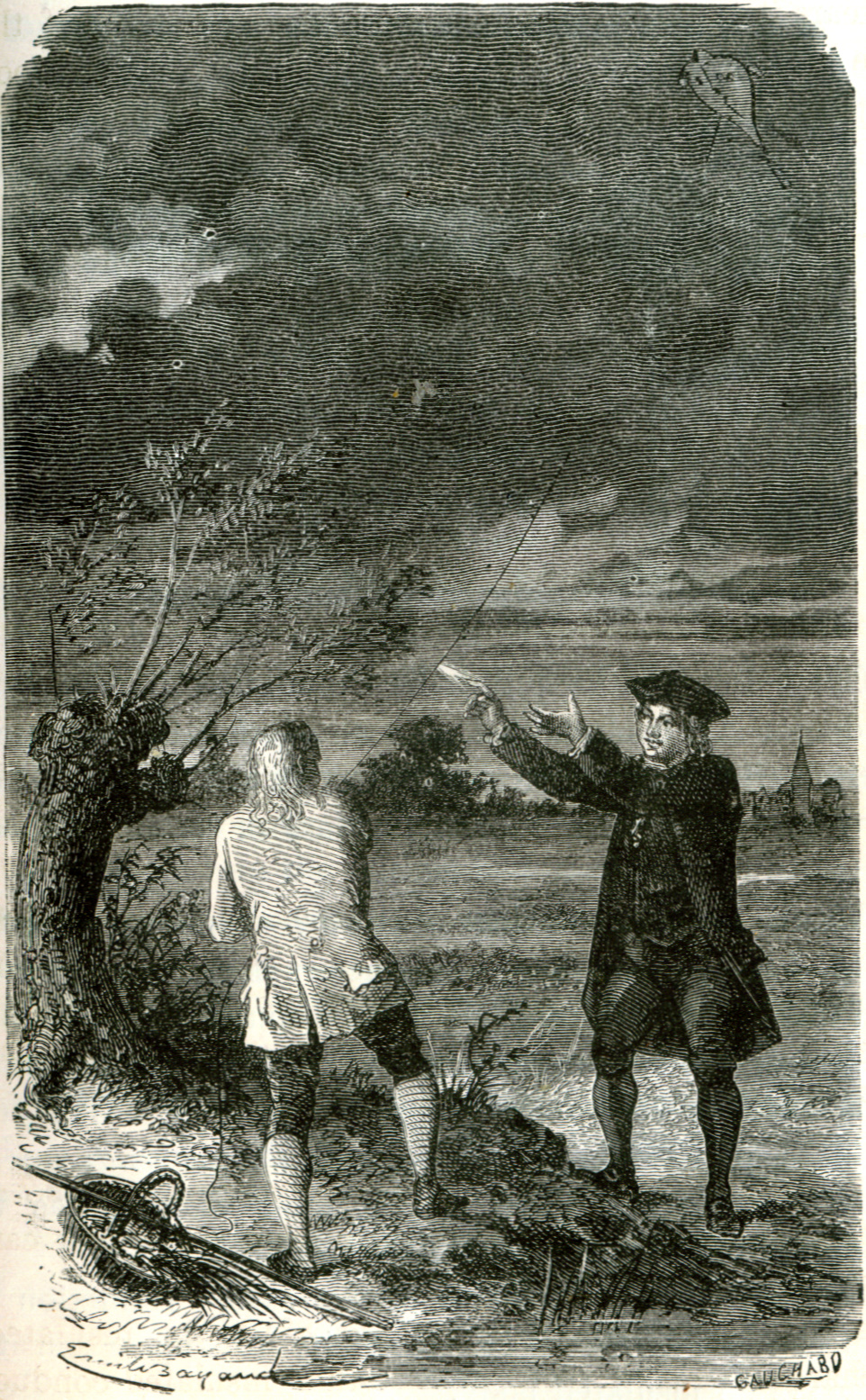
凧の糸から鍵を通じて火花を指先で引き出すベンジャミン・フランクリン

1671年、ゴットフリート・ライプニッツは火花が電気現象に関連することを発見した。1708年にはサミュエル・ウォールが、布で琥珀をこすって火花を出す実験を行った。1752年、トマ＝フランソワ・ダリバールはベンジャミン・フランクリンの提案に基づき、フランスの退役軍人コワフィエにライデン瓶で雷を採集させ、雷と電気が同じ現象であることを実証した。フランクリン自身も、有名な凧の実験で雷雲から火花を引き出すことに成功した。

## 用途

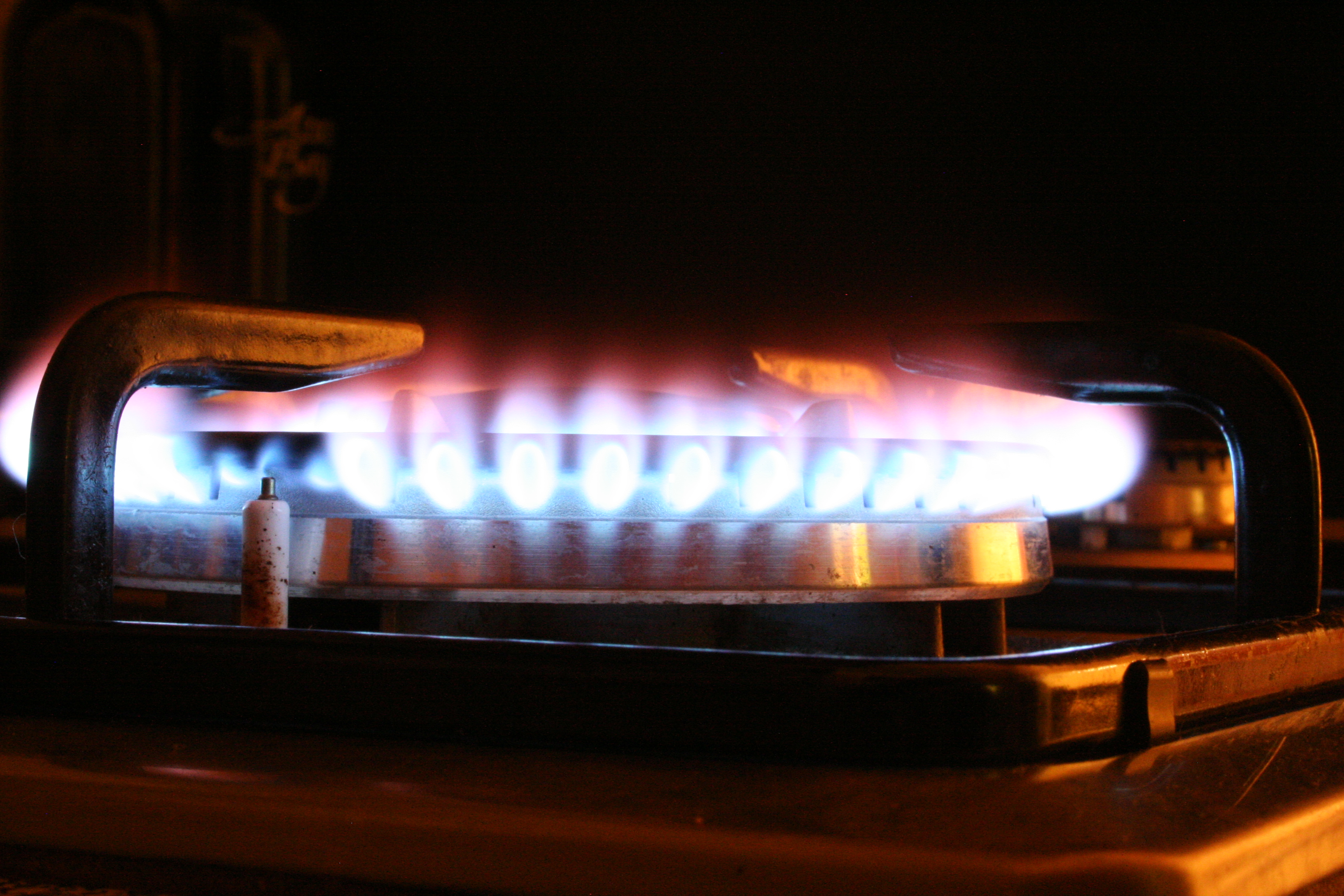
ガスコンロ。左側にあるのが火花による着火装置

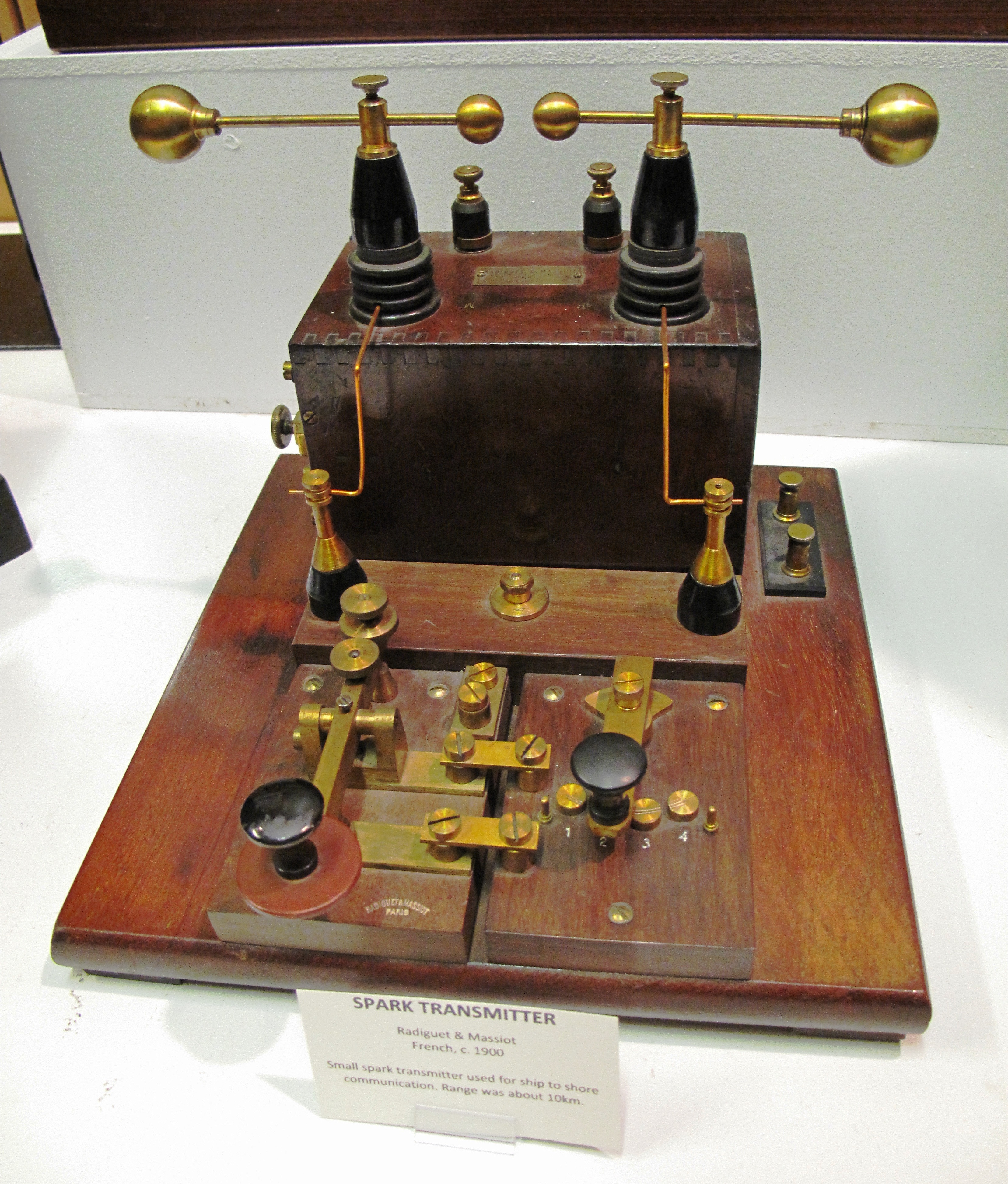
1900年頃に10km程度の通信に使用された火花送信機

### 着火装置
火花点火装置は、ガソリンエンジンのスパークプラグで燃料と空気の混合気に点火するために使用される。放電は、絶縁された中心電極と接地された端子との間で発生し、点火コイルやマグネトーから高電圧が供給される。
家庭用暖房炉やガスコンロなどでは、火花放電を用いて着火を行う炎検出着火装置がある。自動再点火機能では、炎の電気伝導性を検出して火が消えた際に再着火する。

### 無線通信
スパークギャップ送信機は、電波を発生させて無線通信に用いられた装置である。これは1887年から1916年頃まで広く使用され、のちに真空管技術に置き換えられた。無線技師が「スパークス（sparks）」と呼ばれたのはこの装置に由来する。

### 金属加工
火花放電は様々な金属加工にも使用される。放電加工（EDM）は、火花を利用して材料を除去する加工技術である。主に硬い金属や、通常の切削では困難な材料に適用される。
スパークプラズマ焼結（SPS）は、グラファイトの型内に導電性粉末を入れ、パルス直流電流を流す焼結法である。

### 化学分析
火花から発生する光を収集して行う発光分析法において、スパーク発光分光法がある。
また、レーザー誘起プラズマ分光法（LIBS）も高エネルギーレーザーによって火花放電を発生させる一種で、「レーザースパーク分光法」とも呼ばれる。
火花はまた、質量分析においてイオンを生成するためにも使用される。
さらに、スクリーン印刷電極の表面改質など、電気化学センサーへの応用もある。

## 危険性

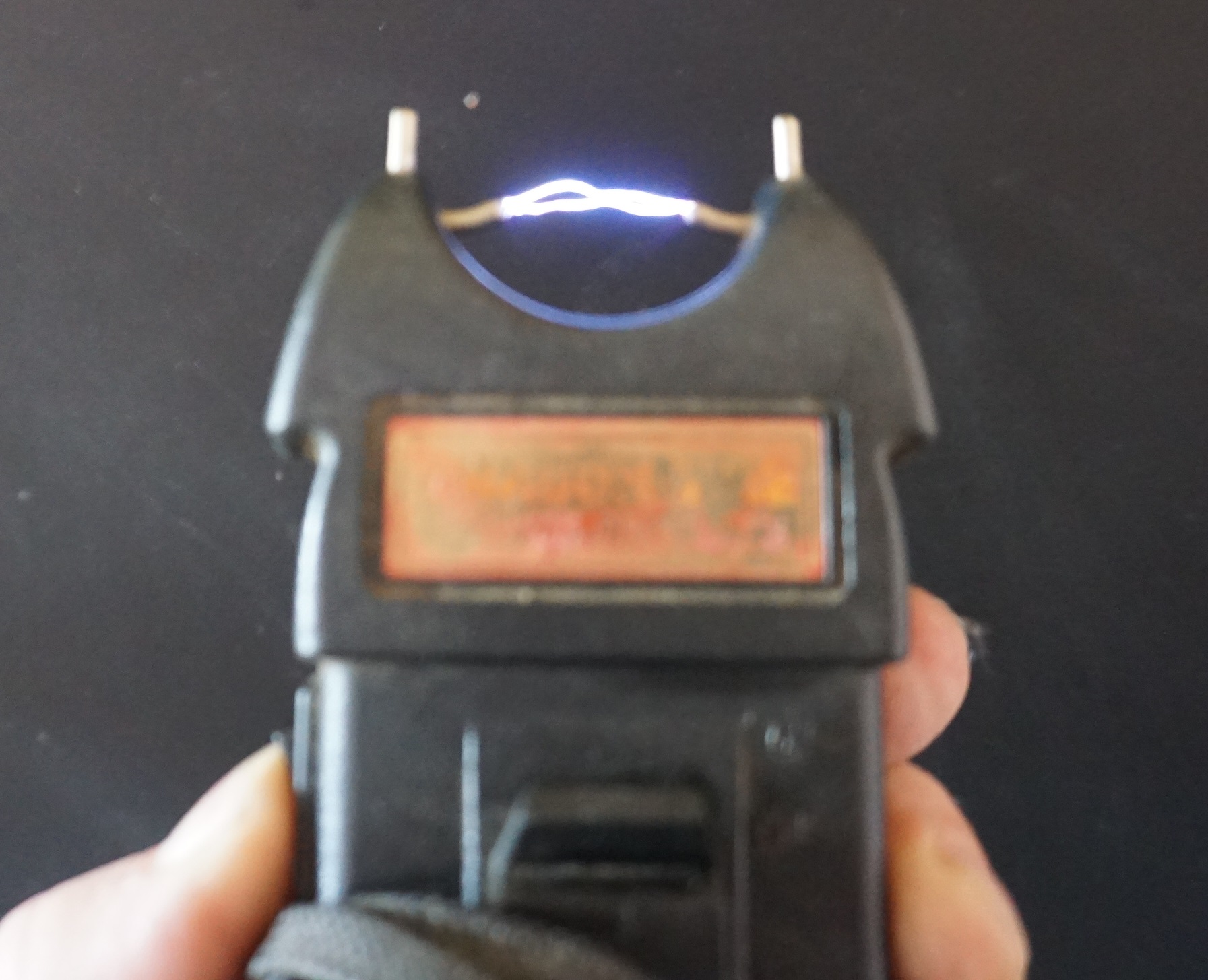
150,000ボルトのスタンガンによる火花

火花は人や動物、物体にとって危険を伴うことがある。可燃性の気体、液体、蒸気などに引火する可能性があり、静電気放電やスイッチ操作による小さな火花でもガソリン、アセトン、プロパンなどの可燃性蒸気、あるいは粉塵（製粉工場など）に引火する恐れがある。
高電圧がかかると火花はより長距離を飛び、より強いアーク放電などに発展することがある。人体に蓄積された高電圧静電気や、高電圧電源に近づいた際には、火花が導体から人へと飛び、感電や熱傷を引き起こすことがある。
たとえ低エネルギーの火花でも、プラズマトンネルを形成し、高温のため皮膚に火傷を負わせることがある。導電性のゲルや軟膏を使って電極を肌に当てるのは、このような火花の発生を防ぐためである。また、火花は金属表面にアブレーションやエッチングを引き起こす。さらにオゾンを発生させ、高濃度では呼吸器への刺激や、プラスチック等の材料劣化を引き起こす。